# Pfalz-Neuburg
Palatinate-Neuburg (tiếng Đức: Herzogtum Pfalz-Neuburg) là một vùng lãnh thổ của Đế chế La Mã Thần thánh, được thành lập vào năm 1505 bởi một nhánh của Vương tộc Wittelsbach. Công quốc có diện tích khoảng 2.750 km² với dân số khoảng 100.000 người. Thủ phủ là Neuburg an der Donau.

## Công tước của Palatinate-Neuburg
- Hai anh em là những người đầu tiên cai trị dưới quyền nhiếp chính của Frederick II, Tuyển hầu tước Palatine:
  - Otto Henry, 1505–1557 (Tuyển hầu tước Palatine từ năm 1556 cho đến khi qua đời).
  - Philipp, 1505–1541.

### Gia tộc Palatinate-Zweibrücken-Neuburg
- Wolfgang, 1557–1569.

Quốc huy của Wolfgang Wilhelm, Bá tước Palatine của Neuburg.

Quốc huy của Philip William, Johann Wilhelm và Charles Philip, Tuyển hầu tước Palatine.

- Philipp Ludwig, 1569–1614 (đồng thời là công tước của Jülich và Berg năm 1614).
- Wolfgang Wilhelm, 1614–1653 (đồng thời là công tước của Jülich và Berg năm 1614).
- Philip William, 1653–1690 (đồng thời là công tước của Jülich và Berg năm 1653 và Tuyển hầu tước Palatine từ năm 1685).
- Johann Wilhelm, 1690–1716 (đồng thời là công tước của Jülich và Berg năm 1679 và Tuyển hầu tước Palatine từ năm 1690).
- Charles Philip, 1716–1742 (đồng thời là công tước của Jülich và Berg và Tuyển hầu tước Palatine từ năm 1716).

Sau cái chết của Tuyển hầu tước Charles Philip vào năm 1742, tất cả các lãnh thổ của ông bao gồm cả Palatinate-Neuburg được chuyển giao cho nhánh Palatinate-Sulzbach của Vương tộc Wittelsbach. Charles Theodor của nhánh Sulzbach là hậu duệ của Augustus, anh trai của Wolfgang Wilhelm.

### Gia tộc Palatinate-Sulzbach
- Charles Theodore, 1742–99 (Tuyển hầu tước Palatine từ năm 1742, Tuyển hầu tước Bavaria từ năm 1777).

### Gia tộc Palatinate-Zweibrücken-Birkenfeld
- Maximilian Joseph, 1799-1808 (Tuyển hầu tước Bavaria từ năm 1799).